# Grevinnan och betjänten
Grevinnan och betjänten (engelska: Dinner for One, tyska: Der 90. Geburtstag) är en sketch skriven av den brittiska författaren Lauri Wylie (född Morris Laurence Samuelson) under 1920-talet. Filmen inleds med en tysk introduktion och fortsätter på engelska. Den brukar visas i flera europeiska TV-kanaler på nyårsafton.

## Handling
Den engelska överklasskvinnan Miss Sophie fyller 90 år, och bjuder hem sina gamla vänner Sir Toby, Admiral von Schneider, Mr Pomeroy och Mr Winterbottom, som dock av naturliga skäl inte dyker upp, eftersom hon till följd av sin höga ålder har överlevt dem alla. Det är oklart huruvida Miss Sophie är dement och har glömt att de har dött, eller om grevinnan är helt klar i knoppen och det är hennes sätt att fira sin födelsedag och roa sig med hur James spelar hennes vänner. I stället spelar betjänten James deras roller, och går runt bordet för att dricka ur de avlidna gästernas glas. Han blir mer och mer berusad under kvällens lopp, och han snubblar ständigt över den tigerfäll som ligger på golvet. Sketchen repeterar samma handling fyra gånger, en gång per maträtt, men har variationer i detaljerna varje gång. Tittarna vet därför ungefär vad som kommer, men blir ändå överraskade.

### Kända repliker
Från sketchen kommer ett klassiskt replikskifte:

James: The same procedure as last year, Miss Sophie?

Miss Sophie: The same procedure as every year, James!
Detta är ofta citerat i Tyskland och Sverige.

## Rollista
- Miss Sophie - May Warden
- James - Freddie Frinton

## Produktionshistorik
Sketchen skrevs av Lauri Wylie under 1920-talet. Enligt vissa källor spelade Freddie Frinton rollen som betjänten på engelska varietéteatrar redan 1945, och betalade royalty till författaren. Officiellt skedde uruppförandet 1948 på Duke of York's Theatre i London. Den spelades också på Broadway med helt andra skådespelare år 1953. Senare köpte Frinton rättigheterna till sketchen av Wylie. Han turnerade runt Storbritannien och hade olika motspelerskor. När Audrey Maye slutade spela Miss Sophie tog hennes mamma May Warden över rollen.
År 1963 såg den tyske underhållaren Peter Frankenfeld och regissören Heinz Dunkhase sketchen i Blackpool. Den visades senare i den direktsända TV-showen Guten Abend, Peter Frankenfeld och spelades in av NDR inför publik den 8 juli 1963 på Theater am Besenbinderhof i Hamburg. Intressant i sammanhanget är att Freddie Frinton helst inte ville vistas i Tyskland. Han hade inte höga tankar om Tyskland efter andra världskriget, och vägrade framföra texten på tyska. Både Frinton och Warden fick enligt NDR 4 150 D-mark var. Sketchen visades vid olika tillfällen i tysk TV, innan den 1972 fick en fast programtid på nyårsafton. I svensk TV premiärvisades den första gången 1969.
Den ökända tigerfäll som betjänten ständigt snubblar på ingick inte i originalmanuset. Den togs med efter önskemål av en borgmästare i en stad sketchen spelades i just då. Då Freddie Frinton av misstag snubblade på huvudet orsakade det sådan munterhet bland publiken att man beslutade behålla tigerfällen.

### Senare versioner
En schweizisk TV-kanal spelade in en ny version av sketchen, men med samma skådespelare. Den är sju minuter kortare (11 minuter) och skiljer på ett fåtal detaljer. I den tyska varianten har man en vit duk och en ljusstake på bordet – i den schweiziska saknas dessa. I den tyska varianten, när James snubblar på tigerhuvudet, går han efteråt tillbaka och böjer sig ner och klappar tigerhuvudet. Även en replik till Miss Sophie, när James föreställande Amiral von Schneider ska skåla med henne, saknas i den schweiziska filmen. Dessutom skiljer kulisser och kameravinklar.
I Danmark har en parodi på sketchen spelats in, kallad 80-års-fødselsdagen. Där är Miss Sophies vänner fortfarande i livet.
Peter Flack och Gunilla Åkesson gjorde en egen variant av sketchen i en av Hjalmar-revyerna under mitten av 1990-talet. Där var dock könsrollerna ombytta, så att Åkesson var tjänarinna och Flack en greve och så skällde Åkesson ofta på en målning av någon kung, varje gång hon hämtade drinkarna.
Bert Karlsson och Ian Wachtmeister har gjort en version med de dåvarande borgerliga partiledarna som gäster. De två gjorde en egen TV-satir med sig själva i de två huvudrollerna och där de fiktiva gästerna är företrädarna för de borgerliga partierna: Alf Svensson, Bengt Westerberg, Olof Johansson och Carl Bildt.
Det har gjorts en svensk barn-variant med Hasse Alfredson som betjänt och Lisskulla Jobs som grevinnan.
År 2016 gjorde Netflix en variant av sketchen där "vännerna" är karaktärer från företagets serier.

## Distribution
Enligt Guinness Rekordbok det enskilt mest återkommande TV-programmet i världen. År 2005 hade Grevinnan och betjänten visats mer än 230 gånger.
Den vanligaste versionen är den tyska filmatiseringen. Det är bara i Sverige, Schweiz och Norge som den schweiziska varianten visas.
Sketchen hade premiär i SVT 1969. Det var nöjeschefen Åke Söderqvist som köpte in programmet efter Montreuxfestivalen 1963. Det var tänkt att den skulle visas samma år, men stoppades eftersom styrelsen för SVT tyckte programmet innehöll för mycket alkohol. Den 3 mars 1969 vågade man dock visa den. Sedan 1976 har sketchen sänts varje år på nyårsafton, med undantag för 2004 då programmet ställdes in på grund av jordbävningen i Indiska oceanen den 26 december samma år.
I Norge sänds sketchen den 23 december, på lilla julafton.
Förutom i ovan nämnda länder visas sketchen i bland annat Australien, Danmark, Estland, Finland, Färöarna, Grönland, Lettland, Litauen, Luxemburg, Sydafrika och Österrike.
Trots att Grevinnan och betjänten är på engelska och härstammar från Storbritannien, är den i det närmaste totalt okänd där. Först på nyårsafton 2018 premiärvisades den av Sky Arts. Dessförinnan hade sketchen tidigare samma år fått brittisk biopremiär.
Med hjälp av digital teknik visades sketchen i färg 1999 i Tyskland. Efter massiva protester återtogs originalet.

### Översättning
Den svenska titeln är missvisande. Miss Sophie är knappast grevinna (eng. countess). Vore hon det borde betjänten tilltala henne med Your Ladyship snarare än med Miss.

## I kulturen
I nordtyska staden Kiel finns restauranger som på nyårsafton serverar Miss Sophies nyårsmeny.
I Vladimir Oravskys pjässamling ”Njut!” ingår en detaljerad analys av ”Grevinnan och betjänten” samt en monolog ”Return of ’The Same Procedure as Last Year’: del ett. Stefan Mayrs huvudvärk” och en fortsättning på ”Grevinnan och betjänten” betitlad ”Return of ‘The Same Procedure as Last Year’: del två. The Headache Day”.